# رائول مندوزا
رائول مندوزا (انگلیسی: Raul Mendoza؛ زادهٔ ۲۵ نوامبر ۱۹۹۱) کشتی‌گیر کشتی حرفه‌ای اهل مکزیک است.